# Lucius Arruntius Stella
Lucius Arruntius Stella war ein römischer Politiker, Senator und Dichter.
Arruntius Stella entstammte einer patrizischen Familie aus Patavium und gehörte schon früh den Quindecimviri sacris faciundis an. In den Jahren 89 und 93 organisierte er, wohl als Prätor, die Spiele anlässlich der Feiern von Domitians Siegen gegen Chatten und Daker. Arruntius Stella war mit einer reichen neapolitanische Witwe, Violentilla, die er unter dem Namen Asteris feierte, verheiratet; er wurde unter Trajan Suffektkonsul, wahrscheinlich im Jahr 101 oder 102.
Er war Freund der Dichter Statius und Martial und schrieb unter dem Einfluss von Catull, Tibull und Anderen auch selbst freizügige Liebesdichtungen. Martial hat in zahlreichen Epigrammen Arruntius Stella als beredten Dichter gerühmt. Von seinen Werken sind aber nicht einmal Fragmente erhalten blieben.